# Sotto zero
Sotto zero (Below Zero) è un cortometraggio del 1930 con Stanlio e Ollio.
In Italia il cortometraggio è noto anche col titolo Le avventure di Stanlio e Ollio visto che introduce un film di montaggio del 1950 che include altre tre comiche: Un nuovo bell'imbroglio del 1930, Il circo è fallito del 1932 e l'inizio di Andiamo a lavorare del 1931. Questa pellicola riporta il doppiaggio di Mauro Zambuto (Stanlio) e Alberto Sordi (Ollio) e verrà riedita nel 1964 con il titolo Stanlio & Ollio eroi del circo.

## Trama
In una gelida e nevosa giornata invernale, Stanlio ed Ollio, musicisti senzatetto, spillano qualche soldo facendo i suonatori ambulanti in strada, vittime della grande depressione. Dopo oltre due ore ad aver suonato senza riscuotere denaro, Ollio propone all'amico di cambiar posto e contemporaneamente s'accorge d'aver suonato per tutto quel tempo difronte ad un istituto di sordomuti; quasi tutti i passanti, per l'appunto, entravano ed uscivano dallo stabile medesimo. Poco dopo, per un equivoco, i due arrivano ad avere un diverbio con una donna che fa a pezzi i loro strumenti musicali. Rimasti ormai senza nulla, Stanlio scopre per caso un portafoglio tra la neve e pieno di denaro. Un ladro è già pronto per derubarli, ma un poliziotto li aiuta allontanandolo ed evitando così il peggio. In segno di riconoscenza, la coppia invita il poliziotto a pranzo in un ristorante della zona.
Dopo un lauto pasto a base di succulente bistecche, chiedono il conto; il poliziotto fa per pagare la sua parte, ma i due amici lo fermano in quanto vogliono offrirgli il pranzo. Stanlio, aprendo il portafoglio, nota una foto che ritrae il volto del poliziotto loro ospite, che subito s'accorge del fatto  scambiandoli per due ladri. Ad un certo punto, il poliziotto avvisa il ristoratore, suo burbero amico, che i due non hanno con sé un soldo, dando così via coi camerieri ad una bagare, malmenando Stanlio ed Ollio a luci spente. Ollio viene sbattuto in strada, rischiando anche di venir investito, mentre Stanlio viene gettato in una botte piena d'acqua. Aperta la botte, Ollio scopre che Stanlio, suo malgrado, ha bevuto tutta l'acqua che c'era dentro e lo aiuta ad uscire con la pancia grossa come un pallone.

## Distribuzione

### Versione in spagnolo
Sempre nel 1930 è stata girata da James Parrott e dagli stessi Laurel e Hardy una versione in lingua spagnola del film di circa 30 minuti, intitolata Tiembla y Titubea, con Enrique Acosta nel ruolo del ladro e Robert Emmett O'Connor nella parte del poliziotto. La versione dura circa 30 minuti perché ha un inizio completamente diverso dall'originale americano. Sulle prime scene compare invece di Stanlio e Ollio che suonano per strada, il poliziotto che si scontrerà con i due dato che gli ruberanno senza volerlo il portafoglio. L'uomo si trova in caserma dopo aver arrestato un ladro e il direttore si congratula con lui, dandogli un aumento e congedandolo dall'ufficio. Il poliziotto tutto contento si allontana ma perde per strada il portafoglio. Anche la scena con il mendicante cieco è diversa e più estesa, e la signora che distrugge gli strumenti musicali colpisce anche Stanlio e non solo Ollio.

## Doppiaggio
Questa pellicola riporta il doppiaggio di Mauro Zambuto (Stanlio) e Alberto Sordi (Ollio) e verrà riedita nel 1964 con il titolo Stanlio & Ollio eroi del circo. All'epoca uscì col titolo Le avventure di Stanlio e Ollio; esso manca di alcune scene, per una durata di 17 minuti. 
Esiste una versione del film ridotta di 15 minuti che riporta il doppiaggio originale di Carlo Cassola (Stanlio) e Paolo Canali (Ollio), inserita nel film di montaggio italiano Allegri legionari (1970).
Il doppiaggio italiano integrale fu realizzato dalla RAI con le voci di Franco Latini e Carlo Croccolo, e fu usato anche nella versione a colori, tuttavia con alcune scene mancanti.
Nell'antologia RAI Laurel & Hardy - Due teste senza cervello, dedicata a Stanlio e Ollio, una parte di questo corto, precisamente nel momento in cui la coppia canta, è stata inclusa con il doppiaggio di Enzo Garinei (Stanlio) e Giorgio Ariani (Ollio). Infatti nel programma molti film di Laurel & Hardy sono stati doppiati apposta da questa coppia.